# 河合町
河合町（日语：／ Kawai chō */?）是位於日本奈良縣西北部的行政區劃，地處奈良盆地西部、馬見丘陵東北部。北側以大和川為界，西部與上牧町交界處由於鄰近王寺站，經鐵路可在一小時內進入大阪市市區，因此自1960年代開始大規模開發為西大和新市鎮。

## 人口
| 河合町人口分布圖 |                                               |  |
| 河合町與日本全國年齡別人口分布比較圖 （2005年資料） | 河合町的年齡、男女別人口分布圖 （2005年資料） |  |
| ■紫色是河合町 ■綠色是全国 | ■藍色是男性 ■紅色是女性                       |  |
| 河合町人口變化 \| 1970年 \| 7,693人 \| \| \| 1975年 \| 12,080人 \| \| \| 1980年 \| 15,793人 \| \| \| 1985年 \| 18,105人 \| \| \| 1990年 \| 19,408人 \| \| \| 1995年 \| 19,903人 \| \| \| 2000年 \| 20,126人 \| \| \| 2005年 \| 19,446人 \| \| \| 2010年 \| 18,531人 \| \| \| 2015年 \| 17,941人 \| \| \| 2020年 \| 17,018人 \| \| |                                               |  |
| 資料來源：日本總務省統計中心提供之人口普查數據 |                                               |  |
| 1970年 | 7,693人                                       |  |
| 1975年 | 12,080人                                      |  |
| 1980年 | 15,793人                                      |  |
| 1985年 | 18,105人                                      |  |
| 1990年 | 19,408人                                      |  |
| 1995年 | 19,903人                                      |  |
| 2000年 | 20,126人                                      |  |
| 2005年 | 19,446人                                      |  |
| 2010年 | 18,531人                                      |  |
| 2015年 | 17,941人                                      |  |
| 2020年 | 17,018人                                      |  |

## 歷史
本地在令制國時代屬於大和國廣瀨郡，過去與西側的王寺町、南側的香芝市一同被稱為「片岡」，後來此區域設立了莊園－片岡莊，由片岡氏所控制。
江戶時代本地為郡山藩的領地，19世紀明治維新後，曾先後隸屬郡山縣、奈良縣、堺縣、大阪府，最後在1887年才劃入重新恢復設立的奈良縣。
1889年日本實施町村制，設立河合村，1971年改制升格為河合町。
在2000年代平成大合併期間，位於西和地區的王寺町、上牧町、河合町、斑鳩町、三鄉町、平群町、安堵町曾規劃合併為西和市，合併後的西和市人口將超過14萬，也將會成為奈良縣內人口僅次於奈良市的第二大城市，當時也已規劃好完成合併後，新的市政府將設於王寺町，同時在斑鳩町設立分支辦公室。但在2004年各町的公民投票中，王寺町和斑鳩町的公民投票都未能通過，也直接使合併案破局。

## 行政

### 歴任市長
| 任       | 姓名       | 上任日期       | 卸任日期       | 備註                             |
| 官派村長 | 官派村長   | 官派村長       | 官派村長       | 官派村長                         |
| -------- | ---------- | -------------- | -------------- | -------------------------------- |
| 1        | 梅嶋鼎     | 1889年7月11日  | 1894年6月      |                                  |
| 2        | 勝井孝次   | 1894年7月      | 1908年5月26日  |                                  |
| 3        | 福西吉藏   | 1908年8月10日  | 1908年10月8日  |                                  |
| 4        | 門口秀松   | 1908年11月20日 | 1910年12月16日 |                                  |
| 5        | 森田龜次郎 | 1910年12月17日 | 1914年11月13日 |                                  |
| 6        | 吉岡彌兵衛 | 1914年12月10日 | 1924年12月10日 |                                  |
| 7        | 竹田惣治   | 1924年12月16日 | 1944年3月25日  |                                  |
| 8        | 堀內正俊   | 1944年5月3日   | 1946年11月30日 |                                  |
| 民選村長 |            |                |                |                                  |
| 9        | 木下安太郎 | 1947年4月5日   | 1955年4月22日  | 連任兩屆                         |
| 10       | 上村泰藏   | 1955年5月1日   | 1959年4月30日  |                                  |
| 11       | 岡井駒太郎 | 1959年5月1日   | 1971年11月30日 | 連任四屆、第四屆任內升格為河合町 |
| 民選町長 |            |                |                |                                  |
| 11       | 岡井駒太郎 | 1971年12月1日  | 1983年4月30日  | 含村長時期合計連任六屆           |
| 12       | 木下一太   | 1983年5月1日   | 1991年4月30日  | 連任兩屆                         |
| 13       | 岡井康德   | 1991年5月1日   | 2019年4月30日  | 連任七屆                         |
| 14       | 清原和人   | 2019年5月1日   | 現任           |                                  |

## 交通
近畿日本鐵道田原本線以東西向穿過轄內，西日本旅客鐵道大和路線雖然也有通過轄內北部區域，但僅600公尺路段，並未設有車站。

### 鐵路
- 近畿日本鐵道
  - 田原本線：（←廣陵町） - 池部車站 - 佐味田川車站 - 大輪田車站 - （王寺町）

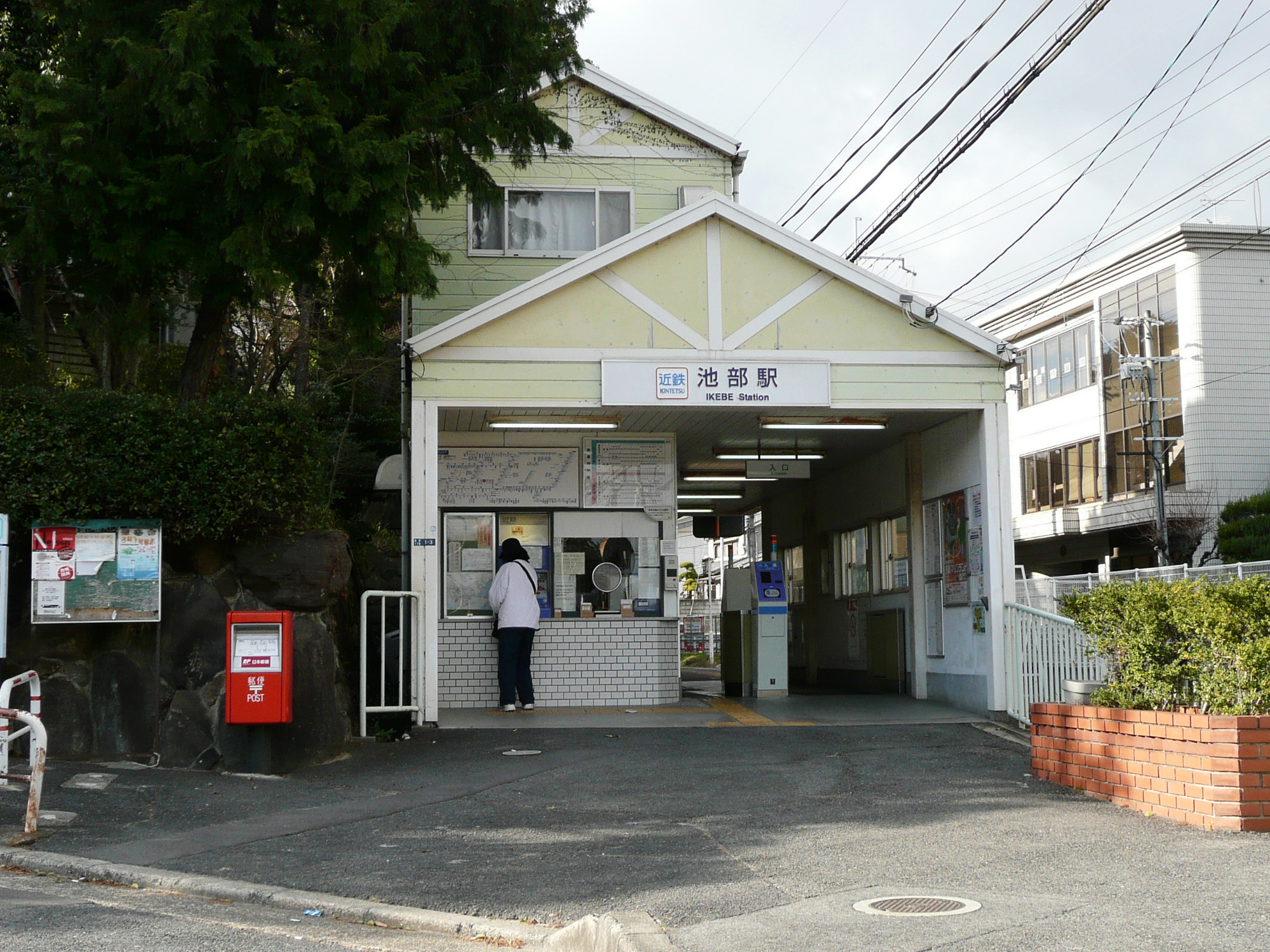
池部車站
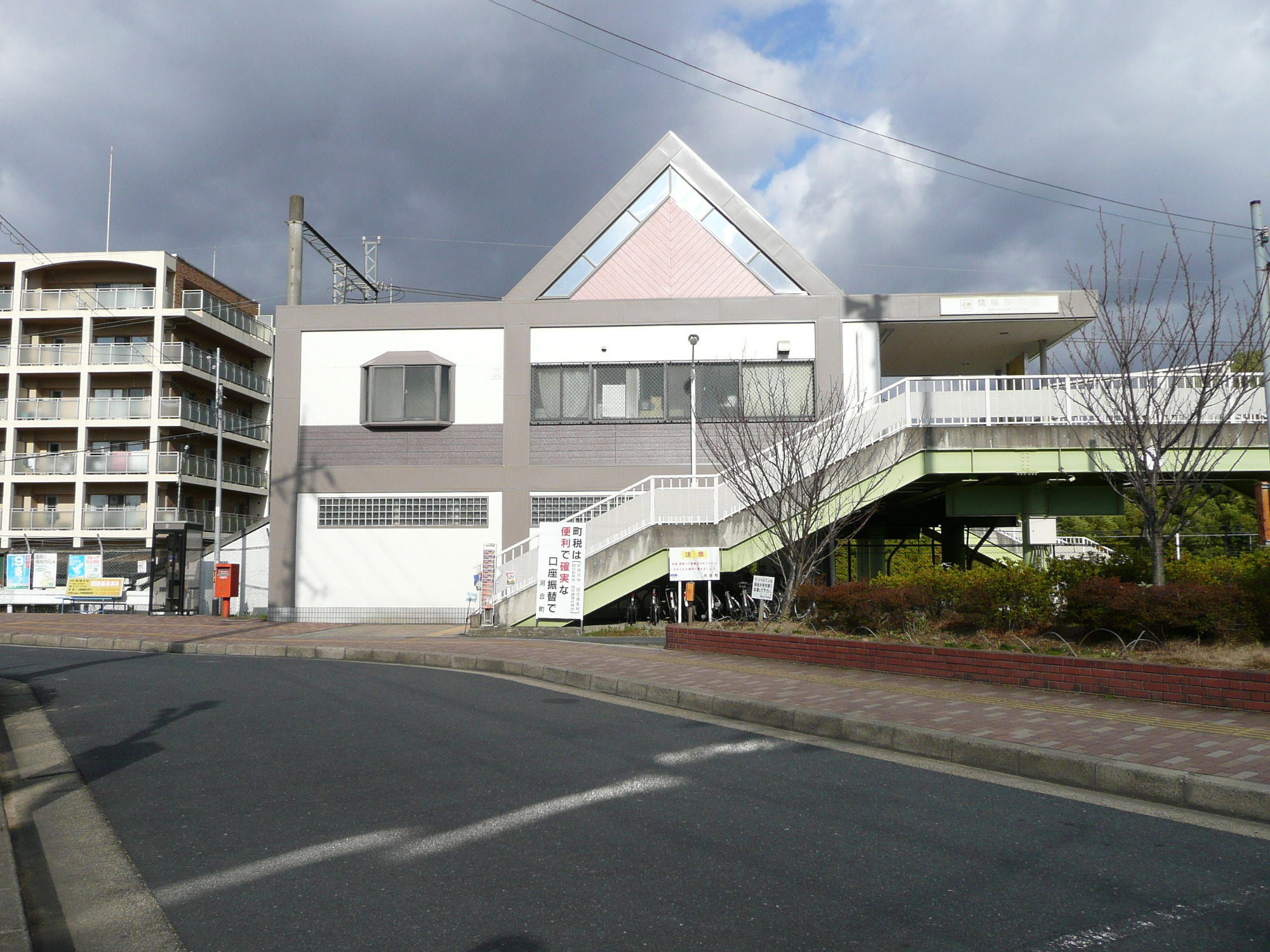
佐味田川車站
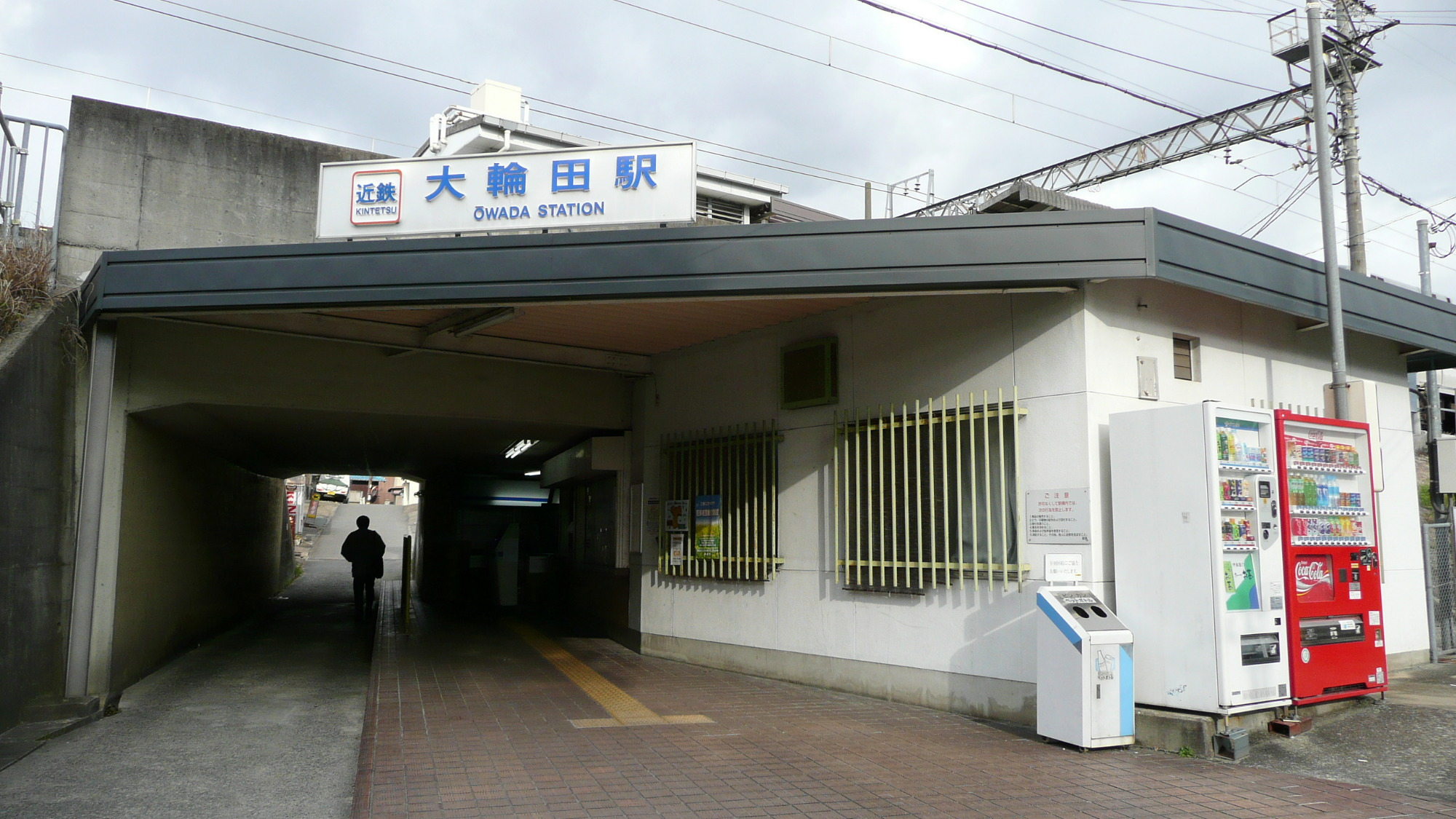
大輪田車站

### 公路
高速道路
- 西名阪自動車道：（上牧町） - 法隆寺交流道  - （安堵町）

## 觀光資源

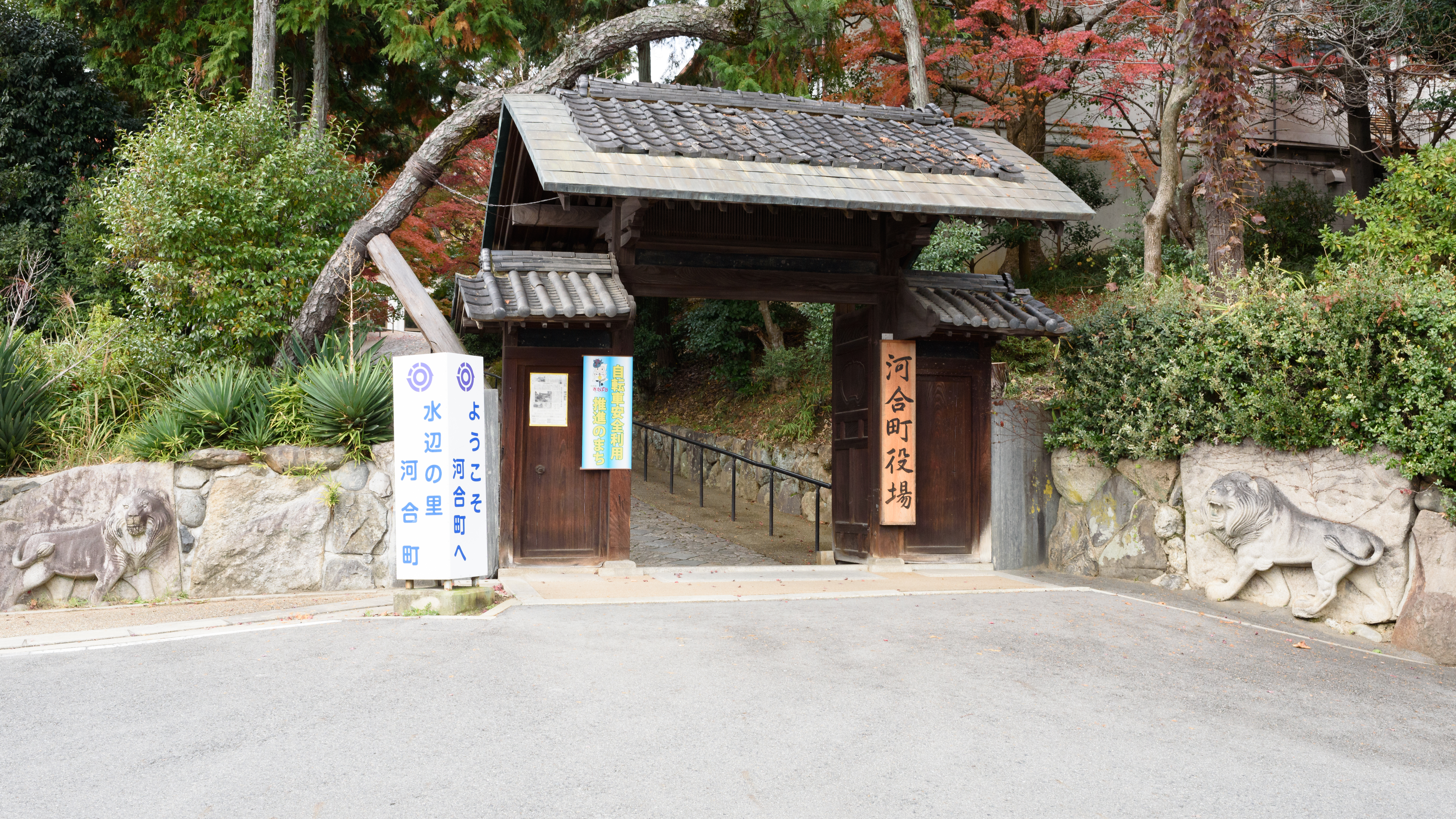
河合町公所庭園大門

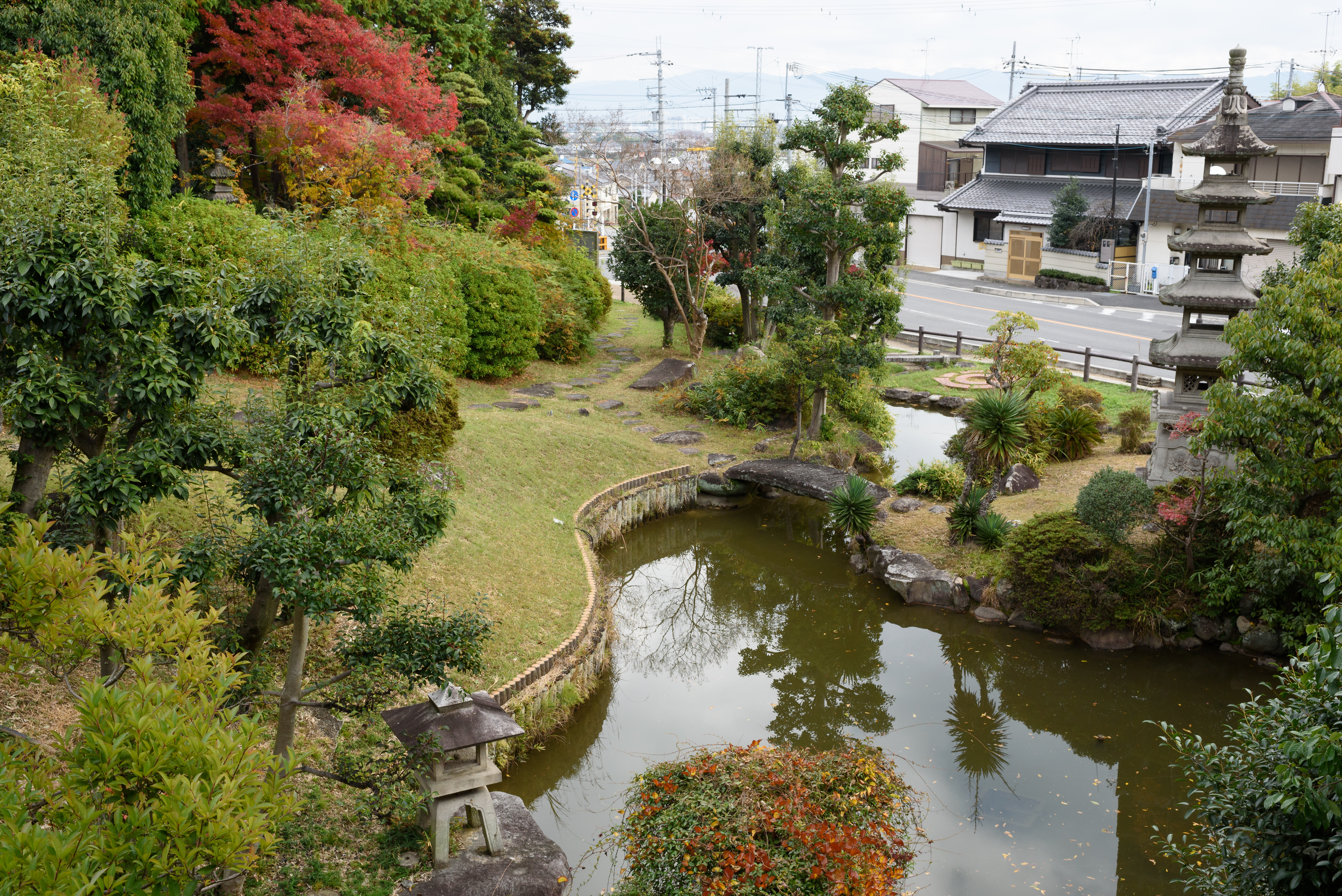
河合町公所庭園

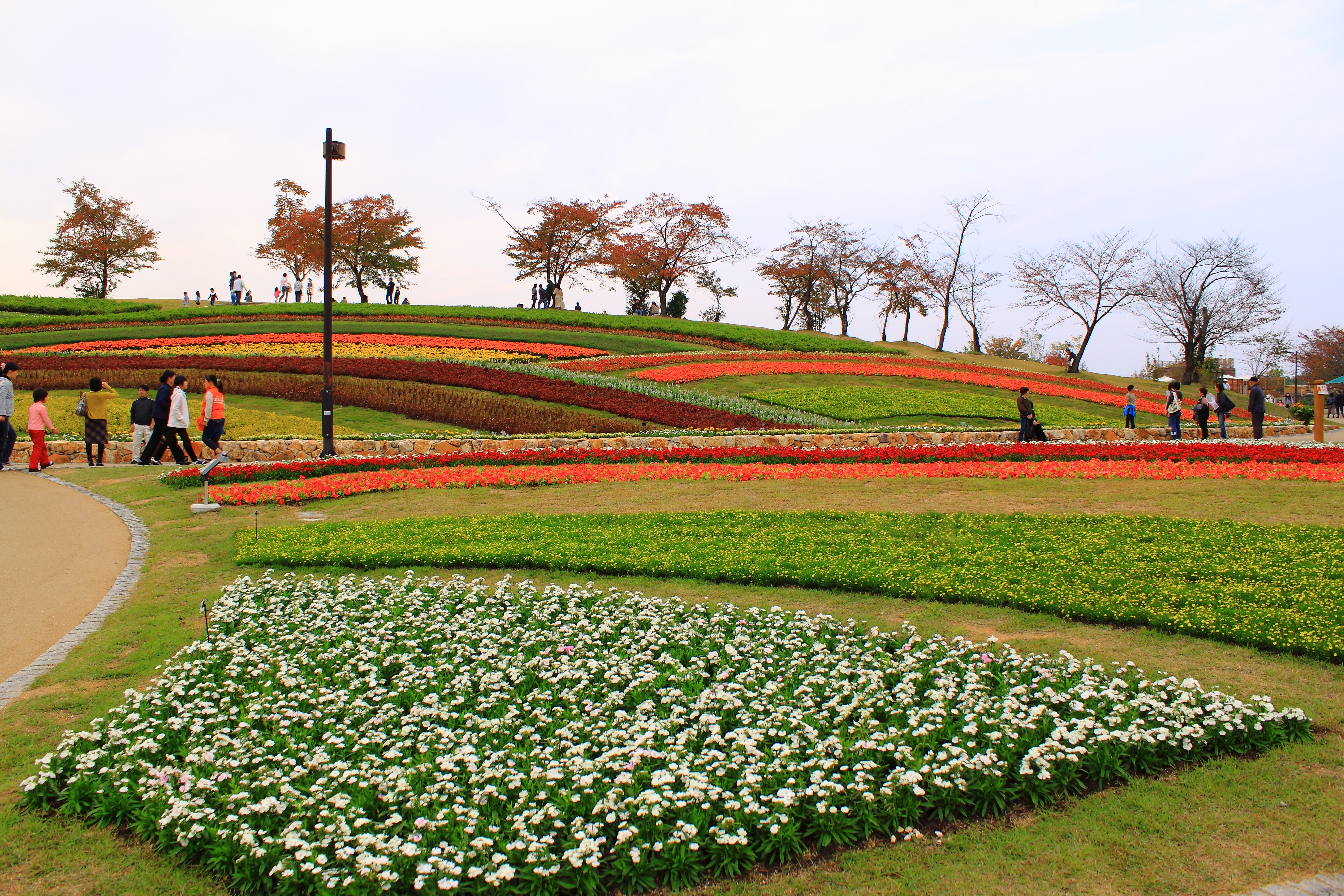
馬見丘陵公園

位於池部車站旁的河合町公所設有池泉回遊式日本庭園並對外開放，由於町公所所在地過去原為田原本線前身大和鐵道創辦人森本千吉在1920年代所建的邸宅及庭園，輾轉過後再1948年被捐給當時的河合村公所，並作為公所辦公場所。1971河合村升格為河合町後，在西側區域新建了辦公大樓，原有宅邸建築轉作老人福利設施，而保留至今的庭園則持續在辦公時間對外開放。
在轄區南部與廣陵町交界處的馬見丘陵設有馬見丘陵公園，公園最初設立的目的是為了保存該區域的馬見古墳群，成為面積達56.2公頃的大型都市公園。

## 姊妹、友好城市

### 海外
- 馬久羅 （馬紹爾群島）
兩地於1985年締結為姊妹都市。

### 日本
- 飛驒市（岐阜县）
河合町於2002年與河合村（日语：河合村 (岐阜県吉城郡)）締結為友好都市，河合村後來於2004年合併為飛驒市，兩地仍繼續維持友好都市之關係。

## 外部連結
- （日語） 河合町觀光案內 （页面存档备份，存于）
- （日語） すな丸の秘密基地 feat.河合町的Facebook專頁